# Зец, Давид
Дави́д Зец (словен. David Zec; род. 5 января 2000, Крань) — словенский футболист, защитник клуба «Хольштайн» и сборной Словении.

## Клубная карьера

### Выступления на родине
Родился 5 января 2000 года. Футболом начал заниматься с 7-летнего возраста в детско-юношеской академии «Триглава». Прошел все ступени детских, юношеских и молодёжных команд клуба из Крани, быстро став игроком основного состава. После выступлений исключительно за команду U-15 в сезоне 2013/14, также оставался основным защитником команды и следующего сезона, а весной 2015 года 15-летний Давид дебютировал в 1-й словенской юниорской лиге. Начиная с сезона 2015/16 годов, в котором отличился 2-мя голами в 25-ти матчах, стал основным футболистом юниорской команды. Благодаря быстрому прогрессу уже начиная с сезона 2016/17 годов выступал в Первой молодёжной лиге Словении, где играл против старших по возрасту игроков. В молодёжке «Триглава» также быстро стала основным игроком. В конце сезона 2016/17 годов дебютировал за первую команду клуба, выступавшую во Второй лиге Словении.
Под руководством тренера Синиши Бркича впервые попал в заявку 30 апреля 2017 года на ничейный (3:3) домашний поединок Второй лиги против «Дравы Плуй», но на поле так и не вышел. Во взрослом футболе дебютировал в следующем туре Второй лиги, выйдя на поле в стартовом составе победного (3:2) поединка против «Крки», причем на 90+3 минуте отличился голом в воротах команды-соперницы. Синиша Бркич доверил Давиду место в стартовом составе и в последнем поединке чемпионата Словении 2016/17 против «Брежицы 1919», Зец сыграл весь матч и помог победить своему клубу со счетом 4:0. Как победитель Второй лиги получил путевку в Первую лигу Словении, где быстро стал основным футболистом. В своем единственном сезоне в элите словенского футбола сыграл в 29-ти (из 36-ти) возможных матчей чемпионата, а «Триглав» занял 9-е место, из-за чего вынужден был играть плей-офф за сохранение места в Первой лиге по вице- чемпионом Второй лиги, «Дравой». Клуб из Крани выиграл это плей-офф и остался в элите словенского футбола на следующий сезон.

### Выступления в Португалии
Благодаря удачным выступлениям другие европейские клубы узнали молодого словенца. 31 мая 2018 лиссабонская «Бенфика» объявила о подписании контракта с 18-летним словенцем. О трансфере стороны договорились ещё в январе 2018 года, но клубы согласовали возможность выступлений Давида в Триглаве до завершения сезона. Кроме того, по неофициальной информации, сумма отступных составила 250 000 евро. В Португалии в профессиональный футбол попал через команду U-19 во вторую команду «Бенфики», выступавшую в Сегунда-Лиге. Затем периодически попадал на скамейку запасных второй команды португальского гранда, но дебютировать во втором дивизионе Португалии словенцу не удавалось до середины февраля 2020 года. К тому же Бруну Лажи, которого в начале года назначили тренером первой команды, и следовавшего за ним временного помощника Нельсона Верисимо вряд ли рассматривали Давида как игрока основы. 16 февраля 2019 в победном (1:0) выездном поединке против «Варзина» центрального защитника выпустил в стартовом составе Ренато Пайва, под руководством которого до января того же года Зец выступал в команде U-19, назначенного главным тренером второй команды. Словенец отыграл весь матч. В трех последующих матчах Давид снова выходил на поле в стартовом составе, но поскольку команда потерпела три поражения, то Пайва решил вместо Давида поставить другого центрального защитника. Просидел на скамье запасных в следующих двух матчах, после чего дважды подряд выходил в стартовом составе, но затем до завершения сезона его не использовали. И только в проигранном (1:5) поединке последнего тура Сегунда-Лиги против «Браги Б», где он на 59-й минуте получил вторую жёлтую карточку и досрочно покинул футбольное поле. Сегунда-Лигу 2018/19 со второй командой Бенфики завершил на четвёртом месте, а с «Бенфикой Жуниорс», прозвище команды U-19, стал серебряным призёром Юношеского чемпионата Португалии. В сезоне 2019/20 годов за вторую команду «Бенфики» почти не играл, выходил на поле только в 2 поединках Сегунда-Лиги.

### «Рух» (Львов)
В начале октября 2020 перешел в «Рух».

## Карьера в сборной
Первый международный опыт получил с мая по июнь 2016, когда в составе юношеской сборной Словении U-16 сыграл в 6-ти матчах. В августе 2016 года выступал уже за юношескую сборную Словении U-17, за которую до конца марта 2017 сыграл 12 матчей и отметился 1 голом. Кроме восьми товарищеских матчей провел один поединок квалификации чемпионата Европы U-17 (в октябре 2016 года) и все три матча элитарного этапа квалификации в марте 2017 года. В 7-й группе словенцы стали третьими и таким образом не смогли попасть на финальный турнир в Хорватии. В период с августа 2017 по апрель 2018 сыграл в четырёх международных матчах сборной Словении U-18, где также отметился одним голом, а также одновременно использовался в юношеской сборной Словении U-19.
В юношеской сборной Словении (U-19) дебютировал 15 августа 2017 года в товарищеском матче против сверстников из Венгрии. В августе того же года сыграл ещё в двух товарищеских матчах сборной, а в октябре сыграл два поединка квалификации чемпионата Европы (U-19) 2018. Затем прошло одиннадцать месяцев, прежде чем Зеца снова вызвали на международный матч сборной U-17. В сентябре 2018 года сыграл два товарищеских матча за родную страну, а месяц спустя вышел с командой на чемпионат Европы U-19 в 2019 году. Он провел все три матча первого квалификационного группового этапа и вышел со словенцами в следующий элитный раунд квалификации, которые закончили 7-ю группу на втором месте, уступив сверстникам из Венгрии. После этого его временно не вызвали в юношеские сборные страны, в марте 2019 года вместе со словенцами принял участие в элитном раунде. На вышеуказанном турнире в группе 4 финишировал с командой на третьем месте и не смог помочь словенцам выйти в финал.
В июне 2019 года получил вызов в молодежную сборную Словении, в составе которой под руководством Приможа Глихи дебютировал 7 июня против Швейцарии. Три дня спустя отыграл весь матч против Грузии. С сентября по ноябрь 2019 Давид также принимал участие в четырёх матчах сборной молодёжной сборной Словении против Франции, Англии, Венгрии и Португалии.